# Piero Greco
Piero Greco (Woodbridge, 7 febbraio 1968) è un allenatore di hockey su ghiaccio ed ex hockeista su ghiaccio canadese naturalizzato italiano che giocava nel ruolo di portiere.

## Carriera

### Giocatore
Dopo aver giocato nella lega giovanile Ontario Hockey League con le maglie di Sudbury Wolves, Belleville Bulls e Toronto Marlboros, Greco si trasferì in Europa dove giocò per pressoché tutta la carriera. Nel campionato italiano vestì le maglie di Fiemme Cavalese (1990-1994), Mastini Varese (1994-1995), Brunico (1995-1996), Vipiteno (1998-1999) e Renon (2000-2002), con cui chiuse la carriera. Tra le due stagioni a Renon tornò brevemente in Nord America per disputare sette incontri con la maglia dei Birmingham Bulls in ECHL. Ha poi giocato anche nella britannica BISL (Sheffield Steelers) e nel massimo campionato austriaco (Wiener EV).
In possesso della cittadinanza italiana, nel 1993 disputò tre incontri amichevoli con la maglia azzurra, contro Austria, Slovacchia e Finlandia.

### Allenatore
Dopo il ritiro è divenuto allenatore dei portieri, dapprima in squadre delle leghe giovanili Ontario Hockey League (Owen Sound Attack, Barrie Colts, Kitchener Rangers) e Ontario Junior Hockey League (Aurora Tigers), poi in American Hockey League (Toronto Marlies).
Nel 2018 è approdato per la prima volta in una franchigia NHL, i New York Islanders, guadagnandosi poi la riconferma negli anni successivi.
Ha una sua scuola per portieri a Toronto.